# Straße der Verdammnis
Straße der Verdammnis (Originaltitel: Damnation Alley) ist ein US-amerikanischer postatomarer Endzeitroman von Roger Zelazny aus dem Jahr 1969. Das Buch wurde unter dem gleichen Namen stark abgewandelt verfilmt und lief 1977 in den Kinos an.

## Hintergrund

### Der Krieg
Vor fast 30 Jahren gab es einen verheerenden Atomkrieg. Alte Geschichten berichten von dem Tag als die Atomraketen herunterkamen und bis auf den äußersten Nordosten und Südwesten der USA alles vernichtet hatten. An dem Tag erwachten auch die Stürme, die Wolken verschwanden und der Himmel hatte sein Blau verloren. Der Himmel verdunkelte sich drei Tage lang. Die Funkgeräte hatten aufgehört zu funktionieren. Der Panamakanal war verschüttet worden. Die wenigen verbliebenen Flugzeuge konnten nicht mehr fliegen.

### Die Welt
Die Umwelt nahm durch den Krieg massiv Schaden. Radioaktive Strahlung findet sich in ausgebombten Städten. Es kam teils zu Vulkanismus. Auch ist das Wetter und die Sicht völlig verändert worden. Stürme können tagelang anhalten. Seit dem Krieg herrscht in höheren Luftschichten ein enorm starker Wind. Er reißt Bäume heraus, legt Gebäude in Trümmer und reißt sogar Berggipfel ab. Somit ist Lufttransport eine Sache der Vergangenheit geworden. Windhosen saugen tonnenweise Staub, Sand, Geröll, Schutt und Getier auf, das um die Welt wirbelt und bildet schwarze Streifen am Himmel. Irgendwann wenn es sich verdichtet, regnet es als Hagelschlag herab. Die Winde hören niemals auf und schwächten sie sich nie ab. Der Himmel ist violett, zeigt auch blaue Nordlichter und es gibt grüne Sonnenuntergänge. Der Mond scheint rosa bis rötlich. Sterne sind nur noch schwache Lichtpunkte. Niemand weiß alles über die mutierte Tierwelt, da sie sich immer noch schnell verändert. So gibt es tödliche Riesenechsen, Riesenschlangen, Riesenlurche, Riesenspinnen, Riesenschmetterlinge aber auch noch normale Tiere wie Bisons, Präriewölfe, Wildhunde und Vögel. Auch die Pflanzenwelt mutierte zum Teil.

### Die Seuche
Ein Bote namens John Brady erreichte Los Angeles im Staat Kalifornien und berichtete von einer schlimmen Epidemie, die im Staat Massachusetts in der Region von Boston wütet und viele Todesopfer fordert. Boston ist die einzige andere Nation neben Kalifornien auf dem Kontinent. Vielleicht auf der ganzen Welt. Genau weiß es niemand. Er kam schwer verletzt an und starb. Man musste Boten aussenden, da man wegen den Störungen nicht mehr von Küste zu Küste funken kann. Er war der einzige von sechs Fahrern der durchkam. Der Präsident von Boston, Franklin Harbershire hofft, dass seine Boten durchgekommen sind und Hilfe unterwegs ist. Währenddessen nehmen dort die Plünderungen zu. Die Polizei erschießt sie, bekommt aber wegen des Ausmaßes der Todesfälle die Anweisung sie möglichst lebend festzunehmen. Leichen müssen verbrannt werden. Es herrscht Quarantäne. Die Geschäfte laufen schlecht. Es kam zu einigen Selbstmorden unter den Infizierten, da sie keinen qualvollen Tod sterben wollten. Kalifornien hatte vor 20 Jahren ebenfalls eine Epidemie und man entwickelte die „Haphikinspritze“ und legte einen Vorrat davon an. Es kann auch jederzeit neues Antiserum produziert werden. In Boston taten sie es jedoch nie, was ihnen jetzt zum Verhängnis wird.

### Hell Tanner
Die Hauptfigur ist der 25-jährige Hell Tanner, der letzte Überlebende und zugleich ehemalige Anführer der Hells Angels von Pasadena in Kalifornien. Er ist das siebte Kind der Familie. Sein Vater verließ die Familie, als er geboren wurde. Als ihn die Krankenschwester fragte, wie er heißen soll, sagte er bloß „Hell!“ (im Sinne von „zur Hölle!“) und sie notierte den Ausruf als Namen. Direkt darauf verließ der Vater seine Familie. Seine Mutter starb und die Kinder kamen alle bei Verwandten unter. Hell geriet schon früh auf die schiefe Bahn. Mit 16 Jahren wurde er Mitglied der Hells Angels in Pasadena. Bereits mit 19 wurde er ihr Anführer. Sie hatten ihr Zuhause in einer verlassenen Villa an der Küste. Sie beherrschten die Küste. Hell tötete Männer, vergewaltigte Frauen und wurde mehrmals als Drogenhändler und Zuhälter verurteilt. Er stahl, raubte und erpresste. Er und seine Gang terrorisierten die Leute, die sich nach dem Krieg wieder etwas aufbauen wollten. Als er bei seiner damaligen Freundin war, lauerte ihm die Polizei auf, er tötete drei Polizisten und wurde verhaftet.

## Handlung
Hell sitzt im Gefängnis ein. Anstatt zum Tod wurde er zu lebenslanger Zwangsarbeit im Steinbruch verurteilt. Jedoch bot man ihm aus der Not heraus eine Begnadigung an, wenn er es schaffen würde mit einem bewaffneten Hilfskonvois Boston zu erreichen und Kisten mit dringend benötigtem Antiserum abzuliefern. Als Hell vor dem hochriskanten Auftrag eigentlich seine Angelegenheiten regeln sollte, wollte er sich auf seinem Motorrad verdrücken, da er ihn – nicht ohne Grund – für ein Himmelfahrtskommando hält. Jedoch wurde er von der Polizei wieder festgenommen und Denton, dem Verkehrsminister des Staates Kalifornien vorgeführt. Die Wahl für den Auftrag fiel auf ihn, da er ein besonders guter Fahrer ist und jedes Fahrzeug beherrscht. Auch an Rennen nahm er teil und schmuggelte monatlich Waren nach Salt Lake City, was bis heute nur sehr wenige Fahrer versuchen würden. Auch hatte er eine legitime Anstellung als Postfahrer nach Albuquerque und war der Einzige der die Route übernahm. Zudem fuhr er Post nach Seattle, wofür ihm ein gutes Arbeitszeugnis ausgestellt wurde. Nur darum ist man so nachsichtig mit ihm, auch wenn Denton ihn am liebsten in der Gaskammer sehen würde. Er hat die besten Chancen nach Boston durchzukommen. Hell muss sich nun entscheiden und falls ja binnen einer Stunde losfahren, da sie sich keinen Verzug mehr leisten dürfen. Er willigt ein, fordert aber einen schriftlichen Begnadigungserlass. Hell bekommt noch die eindringliche Warnung, dass falls er unterwegs wieder versucht zu fliehen, die anderen Fahrer ihn erschießen dürfen. Er sie umgekehrt aber ebenfalls.
Der Plan ist drei schwer bewaffnete Radpanzerwagen mit jeweils zwei Fahrern loszuschicken, die den Impfstoff nach Boston transportieren sollen. Es sind stark umgebaute Panzerspähwagen. Die zehn Meter langen Radpanzerwagen verfügen jeweils über acht Räder, eine Reihe ausfahrbare Stahlsicheln an den Reifen, verstärkte Panzerung, Abschirmung gegen Radioaktivität, Geigerzähler, Außenbildschirme, Funkausrüstung, Außenlautsprecher, Radar, Teleskop, Infrarotokulare, Scheinwerfer, Magnesiumfackeln, Kompass, Feuerleitgerät, Maschinengewehre, Flammenwerfer, Granatwerfer und eine Raketenwerferbatterie. Auch sind jeweils zwei zusammenklappbare Motorräder, sowie Gewehre, Pistolen, Handgranaten und Munition an Bord. In der Tiefgarage wird Hell zu den drei Wagen geführt und trifft auf die anderen fünf Fahrer. Sie alle sind vorbeugend gegen die Seuche geimpft worden. Unter ihnen findet er seinen Bruder Denny vor, der für den Auftrag 50.000 $ geboten bekam. Denny erklärt seinem Bruder, dass er mit dem Geld vor hat seine Freundin zu heiraten und er ein Haus kaufen möchte. Hell sagt ihm, dass es für ihn keinen anderen Ausweg gibt und will es seinem Bruder ausreden, da er nicht will, dass er sich dieser Gefahr aussetzt. Er verrät ihm leise sein Geld- und Drogenversteck, dessen Inhalt er ihm überlässt. Dann verprügelt Hell seinen Bruder und bricht ihm dabei einige Rippen, damit er als Fahrer ausfällt. Die Polizei greift ein, leistet Denny Erste Hilfe und ruft einen Arzt herbei. Hell wird es notgedrungen gestattet alleine seinen Panzerwagen zu fahren. Hell kennt die Route, da er sie als Schmuggler nutzte, um Waren zu den Mormonen zu fahren. Seine Begleiter jedoch nicht.
Sie fahren nachts inmitten eines starken Unwetters los und folgen der Fernstraße so gut es geht. Sie durchfahren unwegsames Gelände, starke Unwetter und herabfallende Felsbrocken. Hell erspäht einen Riesenlurch und sie müssen Strahlungsnester ausweichen und fahren durch eine Landschaft, in der der Wüstensand durch Atomwaffen zu einer glasigen Oberfläche schmolz. Als sie den Sturm passieren, sieht Hell im Scheinwerferlicht eine acht Meter große Riesenfledermaus. Sie attackiert den Konvois und wird von Hells nachfolgenden Wagen beschossen und verscheucht. Die Strecke nennt sich Straße der Verdammnis. Für Hell beginnt sie jedoch erst in der Gegend die einmal Colorado war. Dorthin ist er schon oft gefahren. Als sie immer noch in der Nacht durch eine Ruinenlandschaft fahren, die einmal Nevada war, stößt er auf eine 30 Meter lange Riesenschlange und lässt sie passieren. Als sie später auf ein Hindernis in Form dichter Vegetation treffen, brennen sie sie mit dem Flammenwerfer weg und schlagen so eine Schneise hinein, während sie vierbeinige pelzige Kreaturen davonlaufen sehen. Sie durchqueren die offene Wüste und sichten erneut Riesenfledermäuse. Wieder zieht ein Unwetter herauf und eine riesige Wolke entleert sich mit einem Regensturz wie ein Wasserfall. Als sich die Wolke aufgelöst hat, findet er einen toten Hai, Fische, Seetang und Treibholz vor. Sie passieren in der Wüste Staubstürme und Präriewölfe. Als Hell gerade einen Krater passiert, stößt er auf ein Gilatier; eine riesige Eidechse, die größer als sein Wagen ist. Alle Fahrzeuge eröffnen das Feuer und eine Rakete trifft das Tier. Hell springt aus dem Wagen und schießt mit dem Gewehr auf den Kopf des Tieres. Das Gilatier kracht auf einen der Wagen und stirbt. Der Fahrer Mike wurde dabei getötet. Sein Mitfahrer Greg überlebte. Deren Wagen wurde zu stark beschädigt und verliert Benzin. Anstatt Mike zu begraben, zündet Hell die Benzinlache an, wobei das Wrack explodiert. Hell wollte die Anderen bei der Aktion umbringen und sich aus dem Staub machen, was misslingt. Er wird vom anderen Fahrer Marlowe wütend mit dem Gewehr bedroht und Hell fährt schließlich mit Greg weiter.
Greg sagt, dass falls sie es nicht schaffen, könnte die Bevölkerung des Kontinents halbiert werden. Hell erzählt Greg, dass er bereits weiter im Osten war, bis hin zum Mississippi. Jedoch versperrten Autowracks die Brücke von St. Louis. Er wollte sich damals die Gegend ansehen. Er fand jedoch bloß abgebrannte Städte, große Atombombenkrater, verrückte Tiere und ein paar Leute vor. Als Greg ihn erstaunt nach den anderen Leuten fragt, sagt Hell, dass es alles wilde und verdrehte Leute sind. Sie laufen in Lumpen, Fellen oder sogar auch nackt herum. Sie bewarfen ihn mit Steinen und er erschoss einige von ihnen, worauf sie von ihm abließen. Das ist fünf bis sechs Jahre her, als er noch keine 20 Jahre alt war. Er wollte mit ein paar Kumpel wieder dorthin und Frauen entführen, aber sie bekamen Angst und es wurde nichts daraus. Als Greg fragt, was sie mit ihnen wollten meinte er, dass sie sie vergewaltigen und verkaufen wollten, was Greg erschüttert. Vor der Großen Razzia hat er hin und wieder an der „Barbarenküste“ Menschen verkauft. Bei der Großen Razzia brachten aufgebrachte Bürger als Mob in Selbstjustiz Kriminelle um. Zu dieser Zeit war er gerade im Gefängnis. Er wurde rehabilitiert und Postfahrer. Greg erzählt ihm, dass er nach der Fahrt wieder nach Kalifornien zu seiner Familie und Freundin will, die er versorgt. Als Greg ihm erzählt, dass er seinen alten Job als Postfahrer nach Albuquerque bekommen hat, ist dieser beeindruckt, da er ebenfalls ein guter Fahrer sein muss. Er überlässt ihm das Steuer bis zur Nacht. Sie berechnen, das sie noch vor dem Morgen in Salt Lake City ankommen. Greg weicht auf der Fahrt einigen Riesenschlangen aus, während Hell sich fragt, wo der Bote über den Mississippi rübergekommen ist. Sie treffen auf tausende Riesenfledermäuse.
Darauf stoßen sie auf mehrere Windhosen, die größer werden und alles in den „toten Gürtel“ einsaugen. Marlowe funkt, dass sie die Wagen im Boden verankern und abwarten sollen. Hell will jedoch nicht so ein Ziel für den Sturm abgeben. Er will manövrieren können und durch sie hindurchfahren. Sie einigen sich darauf, dass falls sie es schaffen, sie ihnen folgen. Wenn nicht, bleiben sie dort. Hell will auf der anderen Seite eine Magnesiumfackel abfeuern. Wenn sie sie sehen, sollen sie das Gleiche machen und sie anfunken. Hell umfährt die Windhosen. Sie schaffen es hindurch und geben das Leuchtsignal. Sie warten eine Weile. Als sich das Unwetter beruhigt und weiterzieht, schießen sie erneut ein Signal ab, es kommt jedoch keine Antwort. Sie beschließen sie zu suchen, finden jedoch keine Spur von dem Wagen. Als der Morgen anbricht, gehen sie wieder auf Nordkurs und haben noch zwei bis drei Stunden bis nach Salt Lake City. Sie wollen dort rasten, auftanken und den Wagen reparieren lassen. Als sie dort ankommen, säumen tausende Einwohner die Straße. Sie erwarteten bereits Wagen aus Los Angeles. Sie fahren in eine Werkstatt und lassen den Wagen reparieren. Sie berichten, dass sie unterwegs zwei Wagen verloren, als man sie fragt, ob nicht mehr Hilfe geschickt wurde. Der Bote Brady aus Boston kam hier vor einer Woche durch. Der kalifornische Präsident wollte, dass Brady bleibt, sich ausruht und ein anderer Fahrer übernimmt. Jedoch war mit ihm nicht zu reden, er sei so weit gekommen und wollte den restlichen Weg auch noch fahren. Auch war die Abschirmung seines Wagens gegen Radioaktivität beschädigt und sie maßen im Wageninneren starke Strahlung. Sie wollten ihm einen anderen Wagen stellen, aber auch das lehnte er ab. Als sie Brady zum Arzt bringen wollten, bedrohte er sie mit seiner Pistole. Er hatte einen Knacks weg. Präsident Travis besucht Hell und Greg im Büro der Werkstatt und heißt sie willkommen, während draußen die Polizei die neugierige Menge zurückhält. Hell gibt sich freundlich, höflich, kultiviert und verkauft sich als Freiwilligen, der der Menschheit und dem Staat Kalifornien helfen will. Greg erzählt Travis, dass er ein erfahrener Postfahrer ist. Der Präsident spricht ihnen großes Lob aus, wünscht ihnen Glück und erwartet sie bei ihrer Rückfahrt wieder. Sie wollen bei der Weiterfahrt die Bundesstraße 40 versuchen, die allerdings nur anfangs in gutem Zustand ist. Mehr ist darüber nicht bekannt, weil dort niemand so weit rausfährt.
Sie brechen unter dem Jubel der Menge auf. Sie fahren neben den Überresten der B40 vorbei und erneut durch Unwetter mit Hagel, Geröll und Steinen. Sie erreichen den Schutz der Berge und stellen sich an eine schützende Bergwand. Hell ist optimistisch, dass sie es schaffen werden, Greg hingegen nicht. Mittlerweile hat Hell über die Sache nachgedacht, dass es die Mühe wert ist. Er mag die Action und der Gedanke, dass die Welt allmählich abstirbt, gefällt ihm nicht. Auch würde er gerne Boston sehen, um zu erfahren wie es dort ist. Die Leute sind ihm relativ egal, aber er mag den Gedanken nicht, dass alles so leer, ausgebrannt, verdreht und von verrücktem Getier bewohnt wird. Hell könnte den kümmerlichen Rest von Zivilisation retten, wenn er sie rechtzeitig erreicht. Wenn nicht, würden die Überlebenden vermutlich verwildern und langsam auf eine prähistorische Stufe zurückfallen, wie es anderen kleinen Restgruppen ergangen war, die irgendwo isoliert leben. Mit dem Gedanken abzuhauen spielt er nicht mehr. Sie legen sich schlafen und warten den Sturm ab. Gegen Morgen erreichen sie das Gebiet des ehemaligen Rocky-Mountain-Nationalparks. Am Abend erreichen sie die Ruinen von Denver, später Kansas, wo sich kleine Vulkane bildeten, die es vorher nicht dort gab, als er vor Jahren dort war. Sie weichen Lavafelder aus, müssen Umwege fahren und durch Ascheregen hindurch. Hell wird von dem Gefühl mitgerissen, dass er es schaffen könnte und wird zuversichtlich. Er kommt zu der Erkenntnis, dass er sich in die Rolle des Fahrers hineinlocken wollte und gab Denton in Gedanken recht, dass es getan werden musste.
Sie stoßen auf eine Bisonherde, die sie durchziehen lassen müssen. Sie passieren eine Geisterstadt und fahren auf Topeka zu. Sie wechseln sich ab und Hell wird später vom Lärm der Raketenwerfer geweckt, als Greg auf angreifende Riesenfledermäuse schießt. Sie kamen zu tausenden und der ganze Himmel ist von ihnen übersät. Sie stoßen gegen den Wagen, können ihn aber nicht beschädigen. Hell fragt ihn, wo sie sind und Greg antwortet in Kansas City. Mit den Waffen schießen sie eine Sichtschneise in die fliegende Horde. Die Stadt wurde im Krieg völlig eingeebnet. Kurz darauf sehen sie den Missouri und folgen ihm nach St. Louis. Nachts werden sie noch einmal von den Fledermäusen angegriffen. Von den wilden Menschen finden sie keine Spur. Sie finden die von Brady freigeräumte Durchfahrt inmitten der Autowracks auf der Brücke über den Mississippi. So weit war Hell bisher noch nie gekommen. Sie überqueren sie und erreichen das östliche Ufer. Hell fährt eilig nach East St. Louis, um vor der Dunkelheit aus der Stadt zu kommen. Der Strahlungspegel beginnt zu steigen, je weiter sie vordringen. Sie fahren an den Atombombenkratern vorbei, die noch stark radioaktiv sind. Darauf zeigt sich wieder Vegetation, die zunimmt. Sie sehen zum ersten Mal schöne Bäume. In den Ebenen von Illinois angekommen, sehen sie Rattenschwärme, die sich über Wolkenbruch-Kadaver hermachen. Sie fahren weiter durch Indiana und dem ehemaligen Indianapolis. Sie fahren einen Umweg darum nach Süden in die Kleinstadt Martinsville und überqueren den White River.
Als sie wieder nach Osten fahren, werden sie angefunkt zu halten. Sie erspähen einen Mann mit Funkgerät und Fernglas auf einem Hügel. Sie fahren weiter und sehen einen Kampfpanzer auf der Straße, der auf sie zielt. Sie feuern panzerbrechende Raketen ab, während der Panzer sie verfehlt und explodiert. Dann werden sie mit Gewehren attackiert und antworten mit dem Granatwerfer darauf. Sie können entkommen und fragen sich, wo die Wegelagerer den alten Panzer herbekommen haben und vermuten, dass er von einem alten abgelegenen Armeedepot stammen muss. Sie haben noch eine weite Strecke vor sich. Greg bekommt es mit der Angst zu tun, dass noch mehr Gefahren auf sie lauern. Jetzt versteht er, warum Hell anfangs abhauen wollte, da er schon eine Vorstellung davon hatte was sie erwartet. Hell sagt Greg, dass es nach Boston viel näher als nach Los Angeles ist. Der Treibstoff müsste reichen. Wenn sie jetzt umkehren, würden sie unterwegs liegen bleiben. Greg schlägt vor, dass sie mit den Motorrädern den Rest der Strecke nach Hause fahren könnten. Hell drängt ihn zum weiterfahren. Als er sieht, dass Greg zur Pistole greifen will, um ihn zum Umkehren zu zwingen, geraten sie in eine Rauferei. Es gelingt Hell Gregs Kopf mehrmals gegen den Stahlrahmen zu schlagen, worauf er ohnmächtig wird. Hell fesselt ihn und fährt weiter. Stunden später gelangen sie in eine von Zerstörung unberührte Gegend. Hell sieht bestellte Felder, Wiesen, Obstgärten und Farmen. Dann folgt wieder Wildnis und Strahlung. Er fährt weiter nach Dayton, umfährt es und geht wieder auf Ostkurs.
Er will die Nacht abwarten und fährt den Wagen in eine Scheune. Er steigt aus und sieht zum ersten Mal gewöhnlichen Regen. Er sieht keine Gefahr und will Greg erst später freilassen, an einem Punkt, wo es kein zurück mehr gibt. Er hört verdächtige Geräusche vom Heuboden und ruft, dass derjenige runterkommen soll. Als keine Antwort kommt, feuert er mit seiner Pistole und ein verwahrloster, alter Mann steigt herab. Er stellt sich als Geoffrey Kanis vor und räumt ein, dass er verrückt ist, sich aber an die Regeln hält. Er gibt sich als ehemaliger Biologe zu erkennen, der sich als Landarbeiter durchschlägt. Er sagt, dass die Generäle, Physiker, Chemiker und Mathematiker an dem Krieg Schuld gewesen wären, nicht die Biologen wie er. Hell versichert, dass er nichts gegen ihn habe. Da Hell nicht weiß, was damals im Krieg geschah, erzählt ihm Kanis davon. Der Krieg wurde wahnsinnig und vernichtend geführt, mit vielen Atomwaffen, mit einem Resultat, dass niemand voraussehen konnte. Die Militärs hatten versichert, dass keine feindliche Atomrakete jemals in die Nähe ihrer Grenzen kommen könnte. Jedoch wurde fast alles vernichtet. Als Folge brannten die Überlebenden die unzerstörten Universitäten und Hochschulen nieder und töteten jeden den sie dort antrafen. So fielen ihnen viele Professoren und Dozenten zum Opfer. Die blinde Wut tötete sie, es spielte keine Rolle was sie lehrten. Für den Mob waren sie alle Professoren, die zusammen mit dem Militär verantwortlich waren. Kanis überlebte, weil er sich im Mob als einer der ihren tarnte und half sie zu töten. Er kann es seitdem nicht mehr vergessen und leidet an einem Schuldkomplex. Hell bietet ihm an ihn mit nach Boston zu nehmen, aber er lehnt ab, aus Angst man könne ihn erkennen. Kanis bittet Hell ihn zu töten, was er ablehnt. Als er immer noch ablehnt ihn zu töten, springt Kanis auf, fasst unter sein Hemd und rennt auf Hell zu, der ihn anschießt. Als Hell ihn untersucht, hat er keine Waffe bei sich. Im Sterben sagt Kanis, dass sie alle verrückt seien. Hell bedauert seinen Tod und fährt weiter. Greg ist währenddessen noch bewusstlos.
Sie fahren durch Ohio und passieren die Geisterstadt Parkersburg. Als sie West Virginia erreichen, biegt er nach Nordosten ab und fährt durch radioaktive Krater und Rudel wilder Hunde. Nachts wird er von Gewehrschützen beschossen, die den Weg versperren und schaltet sie aus. Später attackieren Vögel den Wagen und er fährt weiter. Er nimmt Wachhaltepillen und fährt bis nach Pennsylvania. Er wollte ab hier Greg das Steuer überlassen, jedoch ist er immer noch bewusstlos. Als sie durch eine weitere zerstörte Stadt fahren, versperrt ein riesiges Spinnennetz die Straße. Als Hell es gerade mit dem Flammenwerfer verbrennt, taucht eine Riesenspinne auf. Er tötet sie mit einer Rakete und fährt so schnell er kann. Am Morgen fährt er den Wagen im Schlamm fest. Greg ist noch immer weggetreten und Hell schläft erschöpft ein. Er erwacht, als ein alter Mann mit zwei jüngeren und Gewehren erscheinen und an den Wagen klopfen. Sie fragen Hell, ob er in Ordnung ist und ob er sich festgefahren hat. Sie bieten an sie mit ihrem Maultiergespann herauszuziehen. Jedoch müssen sie es erst ranschaffen und schaffen es nicht vor morgen. Er sagt ihnen, dass er aus Los Angeles kommt und dass es ein Notfall ist, da sie die Medikamente gegen die Seuche in Boston geladen haben. Sie sind erstaunt über ihre weite Reise. Sie stellen sich als Samuel Potter und seine Söhne Roderick und Caliban vor. Sie haben in der Nähe eine Farm. Sie legen die Waffen weg und sagen, dass wenn keine Händler mehr aus Boston nach Albany kämen, würde es auch für sie schlecht aussehen. Hell fragt sie nach einem Arzt für Greg, der ist 30 Meilen entfernt, aber sie schicken nach ihm. Sie beschließen zur Farm zu gehen und Greg auf einer Trage mitzunehmen. Hell ist übermüdet. Er sperrt den Wagen ab und geht mit den Potters mit.
Währenddessen erzählt Samuel von den Händlern aus Boston. Sie halten in der einzig größeren Stadt dort in Albany neben Boston zweimal im Jahr im Frühjahr und Herbst eine Woche lang einen Markt ab. Dort wird der Ernteüberschuss abgekauft und Waren angeboten. Auch dienen die Jahrmärkte als eine Abwechslung für die Leute dort draußen auf dem Land. Samuel versichert ihm, dass die meisten Farmer von hier bis Albany ihm deswegen weiter helfen würden. Das Durchkommen wäre nicht so gut, aber er will ihm später auf einer Karte den besten Weg zeigen und was er zu beachten hat. Es rächt sich nun, dass Hell so viele Wachhaltepillen genommen hat und dringend Schlaf nachholen muss. Im Haus schläft er sich aus. Sie wollen ihre Mulis holen und den Wagen aus dem Dreck ziehen. Samuel rät ihm nach Albany zu fahren und die Straße 9 zu nehmen. Das ist der beste und schnellste Weg, wenn auch keine Spazierfahrt. Motorradbanden machen die Strecke von Albany nach Boston unsicher, weshalb Warentransporte in bewaffneten Konvois fahren. Samuel meint, dass Hell mit seinem Panzerwagen durchkommen müsste. Der Arzt trifft ein und Hell erzählt ihm von Gregs heftigen Kopfstößen. Der Arzt untersucht Greg und Hell berichtet derweil Samuels jüngsten Sohn Jerry und seiner Mutter Susan von den Abenteuern der Reise. Der Doktor diagnostiziert bei Greg eine Gehirnerschütterung. Dass er nicht transportfähig ist und lieber bei den Potters bleiben soll, um zu genesen, da es dort keine Klinik gibt. Der Arzt erfährt, dass Hell das Serum nach Boston bringt und rät ihm ohne ihn zu fahren. Greg könnte später während des Frühlingsmarktes mit den Potters nach Albany und dann problemlos nach Boston nachreisen, wenn es ihm besser geht. Hell hat ein Einsehen. Es gelingt den Wagen mit den Maultieren aus dem Schlamm zu befreien und er nimmt wieder die Fahrt auf.
Hell macht in Albany an einem Grillimbiss halt. Er fragt dort einen Gast nach Neuigkeiten über Boston. Dieser meint, dass wegen der Ansteckungsgefahr die Läden dort kürzlich geschlossen hätten und die Busse nicht mehr fahren. Dass das Sterben weiter geht. Viele würden die Stadt verlassen. Dutzende kommen von dort täglich zu ihnen durch. Die Polizei errichtete deswegen Straßensperren vor der Stadt, um die Leute anzuhalten und ihnen zu verbieten sich in der Stadt aufzuhalten. So fahren die Bostoner nur durch Albany und wollen auf dem Land oder den Hügeln kampieren. Oder eine Siedlung finden, wo sie bleiben dürfen. Er hört Beschreibungen der Suche; Erkrankte leiden furchtbaren Durst und es tauchen Schwellungen unter den Armen, um den Hals und Intimbereich auf. Dann füllen sich die Lungen mit Flüssigkeit und sie ersticken. In Boston würden aber nach wie vor Menschen leben. Als Hell seine Rechnung bezahlt und gehen will, schnauzt ihn der Barmann an, was das für ein Schein ist. Er erklärt, dass es kalifornisches Geld ist und er von dort kommt. Andere Gäste mischen sich ein, begutachten den Geldschein und sehen, dass es eine Banknote des Staates Kalifornien ist. Unglaube erfüllt sie, ob das Falschgeld sei und ob er von so weit her kommt. Hell sagt ihm, dass er nichts anderes bei sich hat, beschimpft ihn und geht. Als ihn mehrere Männer angreifen wollen, zieht er seine Pistole und erklärt ihnen, dass er das Serum von Kalifornien nach Boston liefert und der Barmann den Schein zur Bank in Boston bringen soll, da wird er umgetauscht. Er droht ihnen ihn nicht aufzuhalten und wenn sie ihm immer noch nicht glauben, sollen sie sich ansehen, mit welchen Wagen er wegfährt.
Es ist nur noch ein paar hundert Kilometer von Albany bis Boston. Gerade als er denkt, er hat das Schlimmste hinter sich und die Straße der Verdammnis mit ihren Schrecken so gut wie ausgestanden, hört er Motorräder. Da sie in der Nacht nicht sehen konnten, wen sie verfolgen, hält er sich erstmal zurück, da er selbst einer dieser Rocker sein könnte. Er ruft ihnen per Lautsprecher zu, dass er die Medikamente nach Boston fährt und sie ihn durchlassen sollen. Sie eröffnen das Feuer und er erwidert es, bis sie tot waren oder auf dem Boden liegen. Als Hell heranfährt, schießen die die sich aufrichten, erneut auf ihn und er setzt den Flammenwerfer ein. Am Rand sieht er ein Mädchen taumeln. Er steigt mit seiner Pistole aus, als ein Verwundeter sich ein Gewehr nimmt und von Hell getötet wird. Er sieht, dass sie nur leicht verletzt ist und trägt sie in den Wagen. Er begutachtet sie und fragt wie es ihr geht. Sie entgegnet was ihm das schon ausmachen würde und ob er alle umgebracht hat. Er fragt sie was sie mit ihm gemacht hätten und sie meint, dass sie ihn getötet hätten, wenn sein Panzerwagen nicht gewesen wäre. Er erklärt ihr, dass der Wagen dem Staat Kalifornien gehört, er im Gefängnis war, vom Deal freizukommen und er das Serum liefert. Als sie seine Tätowierung mit seinem Vornamen sieht, fragt sie ihn ob er Hell Tanner ist. Sie hat schon viel von ihm gehört und alle dachten, er sei bei der Großen Razzia umgekommen. Er erklärt, dass er währenddessen einsaß. Sie fragt ihn, warum er sie mitgenommen hat und er antwortet, dass sie ein Mädchen ist und nicht wollte, dass sie stirbt. Er fragt sie nach ihren Namen, sie sagt Corny. Hell fragt sie, was auf den Straßen nach Boston noch alles auf sie wartet. Corny berichtet, dass es noch andere Motorradgangs gibt, auf die er sich gefasst machen soll. Die Banden nennen sich „Teufel“, „Höllenkatzen“ und „Könige“, wovon letztere mit hunderten Mitgliedern die größte Gang sind. Cornys Bande hieß die „Gorillas“ und sind nun Geschichte. Auch würden Vulkane und ein großer Krater kommen. Er könnte sie unterwegs rauslassen, wo sie will. Falls nicht, kann er sie gerne nach Boston mitnehmen. Sie sagt er bestimmt und will bei ihm bleiben.
Sie fahren durch ein Unwetter und Hell versucht vor dem Sturm wegzufahren. Corny gibt ihm den Tipp, unter einer nahen Brücke Schutz zu suchen. Als sie das Wetter abwarten, fragt sie ihn was er machen möchte, wenn er in Boston ist. Er sagt irgendwelche Jobs annehmen, um Geld für ein Motorradgeschäft oder eine Werkstatt zu sparen. Er überlegt sich eine eigene Bande zu organisieren. Corny möchte ihm helfen die Tour zu schaffen. Ihre Gang gibt es nun nicht mehr und sie hat sonst niemanden. Auch sind dort schließlich alle geliefert, wenn das Antiserum nicht ankommt. Hell versichert ihr sie zu behalten und sie schlafen miteinander. Am Morgen brechen sie auf und werden von einer großen Meute der „Könige“ verfolgt, als sie noch 150 km vom Ziel entfernt sind. Er eröffnet mit dem Wagen das Feuer. Er drängt sie zurück und verursacht mit den Raketen einen Felssturz, der sie aufhalten soll. Sie sind über die Hälfte der Rocker losgeworden, aber sie verfolgen sie weiter. Mittlerweile gehen Munition und Benzin des Wagens zur Neige. Als er mit dem MG feuert, gelingt es den Rockern drei Reifen zu treffen. Auch hält das herbeigesehnte Unwetter die Bande nicht auf, da sie daran gewöhnt sind und sie tot sehen wollen. Sie haben nur noch ca. 100 km vor sich. Nahe einem Vulkan, macht er die Scheinwerfer aus, lauert ihnen mit Handgranaten auf und schaltet sie aus. Sie wollen das Unwetter abwarten, aber es wird schlimmer. 70 km vor Boston fallen die Bildschirme aus, die Luke wird eingebeult, Innenbeleuchtung und das Funkgerät fallen aus. Hell meint, dass es immer noch eine Chance gibt, wenn sie den Sturm überleben. Als er morgens aufhört, bauen sie die Motorräder aus dem Laderaum zusammen, betanken sie und laden die Kisten mit dem Impfstoff auf. Hell nimmt seine Begnadigung und die Gewehre mit. Sie fahren los. Plötzlich wird Corny angeschossen und prallt gegen einen Felsen. Hell bremst, wirft sich hin und macht den Angreifer aus. Es kommt zum Feuerkampf, wobei sie sich nähern, bis Hell Handgranaten wirft und ihn tötet. Er findet Corny tot vor. Er beerdigt sie und schiebt ihr Motorrad auf das Grab. Auf den Tank ritzt er ihren Namen, dass sie Hell Tanners Mädchen war und er sie liebte. Er lädt ihre Arzneikiste auf.
Er hat noch 40 km vor sich und nach einer Weile holt ihn ein Motorradfahrer ein, da er nicht schnell genug fahren kann, ohne die wichtige Fracht zu beschädigen. Er stoppt und gibt sich als er selbst zu erkennen, was ihm der Rocker trotz seiner Namens-Tätowierung nicht glaubt. Dutzende Bandenmitglieder stoßen dazu. Hell sagt ihm, was er transportiert. Der Rocker gibt sich als Anführer der Gang zu erkennen. Er will ihm sein Gewehr abnehmen, als er es ihm ins Gesicht stößt. Hell nimmt die Handgranaten und wirft sie in die Menge. Er nimmt sich wieder sein Gewehr und schießt einige Rocker nieder, als er niedergeschlagen wird. Er erwacht von ihnen eingekreist auf. Sie fahren ihn an, bis er es schafft sich an einer Maschine festzuhalten, der er den Tank mit seinem Dolch aufschlitzt. Es gelingt ihm mit seinem Feuerzeug die Benzinspur zu entzünden, wobei die Angreifer durch die Explosion umkommen. Völlig abgekämpft und schwer verletzt rafft er sich auf und fährt mit seiner unversehrten Ladung weiter.
Als er Bostons Stadtrand erreicht, findet er niemanden vor. Er hält bei einem geschlossenen Postamt und beschließt die Tür aufzubrechen, um an das Telefon zu gelangen. Er will damit Bescheid geben, dass er eingetroffen ist und seine Reise verkürzen. Es ertönt ein Warnschuss und ein Streifenwagen fährt vor. Er hebt seine Hände hoch und verbirgt dabei die Handgranate in seiner Hand. Sie sagen ihm, dass er verhaftet ist, da sie ihn für einen Plünderer halten. Als die Polizisten aussteigen und ihm Handschellen anlegen wollen, gibt er einen der Beamten den Sicherungsstift der Granate. Hell sagt ihnen, dass sie still sein und zuhören sollen. Sie können ihn auch erschießen und sie alle gehen drauf. Er erklärt die Situation, dass er bloß an ein Telefon gelangen wollte und in den Kisten das Antiserum ist, die er von LA mitgebracht hat. Sie schenken ihm keinen Glauben, bis er ihnen das keine zwei Wochen alte kalifornische Begnadigungsschreiben aushändigt, was sie für echt befinden. Die Beamten realisieren, dass ihr Bote Brady durchgekommen ist. Er sagt, sie sollen sich beeilen, da seine Kraft schwindet und er die Handgranate nicht mehr lange halten kann. Er soll sich in den Wagen setzen und wenn sie am Fluss vorbeifahren, sie dort reinwerfen. Sie laden die Kisten in den Streifenwagen und fahren los. Hell schafft es gerade noch rechtzeitig sie in den Fluss zu werfen und bricht erschöpft zusammen. Im Frühjahr wird eine überlebensgroße Statue von Hell Tanner auf seiner Harley im Volkspark von Boston enthüllt. Hell beschmierte heimlich seine Statue mit Obszönitäten und verschwindet ohne eine Adresse zu hinterlassen am nächsten Tag mit gestohlenen Autos. So enthüllen sie seine Statue und säubern sie für die erhoffte Nachwelt, während die Winde weiter heulen und der Himmel immer noch mit Müll wirft.

## Einflüsse auf das Endzeit-Genre
Die Verfilmung von Zelaznys Roman war laut Designer R. Scott Campbell eine von mehreren Inspirationsquellen für das PC-Spiel Fallout von 1997. Das Setting und die Prämisse des 2011 erschienenen Lonesome Road-Add-ons für das postapokalyptische Computerspiel Fallout: New Vegas wurden laut Chefdesigner Chris Avellone von Straße der Verdammnis inspiriert.
Der Roman Hardwired von Walter Jon Williams aus dem Jahr 1986 ist eine Hommage an Straße der Verdammnis. Die beiden Autoren wurden später gute Freunde.
Kevin O’Neill sagte, dass die 2000-AD-Geschichte „The Cursed Earth“ im Judge-Dredd-Universum aus dem Jahr 1978 von Straße der Verdammnis inspiriert wurde.
Das Hawkwind-Album Quark, Strangeness and Charm aus dem Jahr 1977 enthält mit Damnation Alley ein von der Geschichte inspiriertes Lied.
Barry N. Malzberg hielt die ursprüngliche Novelle für ein interessantes Buch, die in einen unglücklichen Roman umgewandelt wurde. Zelazny selbst stimmte Malzberg zu und erklärte, dass er die Novelle vorzog und sie nur auf Ersuchen seines Agenten erweiterte, um sie für den Filmvertrag rentabler zu machen.